# Rozalija Sarić
Rozalija Sarić (Subotica, 28. veljače 1942. - Subotica, 21. kolovoza 2009.), bila je naivna umjetnica u tehnici slame iz Subotice, rodom bačka Hrvatica.

## Životopis
Rodila se 1942. u Subotici. 
Likovnoj je koloniji HKPD Matija Gubec iz Tavankuta pristupila 1971. godine. Prvi je put izlagala na izložbi "Izložba slika naivnih slikara Vojvodine" koja se održala od 27. ožujka do 28. travnja 1971. u Kovačici. Izlagala na preko 70 izložbi, među kojima i samostalno u Subotici (dio izložbi na kojima je sudjelovala je ovdje).
Kad su se 1980-ih aktivirala Likovna sekcija, to je bila samo sekcija slamarki. Reaktivirale su se prijašnje "slamarke" Rozalija Sarić, Anica Balažević, Mara Ivković Ivandekić, Kata Rogić, Marga Stipić, Matija Dulić, a došle su i nove, kao Ana Crnković, Jozefina Skenderović, Marija (Franje) Dulić, Đurđica Stantić, Ivan Bašić Palković i dr. Godine 1986. Likovna je sekcija prerasla u Koloniju naive u tehnici slame. Sazivi tih kolonija su reafirmirali već prije poznate Katu Rogić, Mariju Ivković Ivandekić, Margu Stipić, Rozaliju Sarić, ali i nove članice kolonije, kao Jozefinu Skenderović, Anu Crnković, Mariju Dulić, Eminu Sarić, Mariju Vojnić i dr.
Osim što je sudjelovala u radu Kolonije naive u tehnici slame, sudjelovala je i u radu drugih kolonija:  kolonija kipara naivaca Jugoslavije u Ernestinovu, Likovnim susretima u Lukavcu, Likovnoj koloniji slikara u Rastokama, Likovnoj koloniji Svetozarevo, Likovnoj koloniji Puračići - Tuzla i Likovnoj koloniji Jošanica.

## Vanjske poveznice
- HKPD Matija Gubec  Arhivirana inačica izvorne stranice od 4. veljače 2014. (Wayback Machine) Sudionici Šestog susreta Prve kolonije slamarki, Tavakut, 1991.
- [neaktivna poveznica] Slika Rozalije Sarić: Spremanje, slama, 1971.
- [neaktivna poveznica] Slika Rozalije Sarić: Grožđe, slama, 1972.